# Décès en août 2015
Décès
- 2011
- 2012
- 2013
- 2014
- 2015
- 2016
- 2017
- 2018
- 2019

Pour une information complémentaire, voir la page d'aide.

| Date     | Nom                           | Activités                                                                                                 | Âge   | Source |
| -------- | ----------------------------- | --- | ----- | ------ |
| 1er août | Stephan Beckenbauer           | Footballeur allemand.                                                                                     | 46    | (en)   |
| 1er août | Brahim Chibout                | Homme politique algérien.                                                                                 | 88    |        |
| 1er août | Ruben Espinosa (es)           | Photojournaliste mexicain.                                                                                | 31    |        |
| 1er août | Bernard d'Espagnat            | Physicien français.                                                                                       | 93    |        |
| 1er août | Piotr Ossovski                | Peintre soviétique puis russe.                                                                            | 90    | (en)   |
| 2 août   | Juan Carlos Aranda            | Chanteur, bolivien de cumbia.                                                                             | 52    | (es)   |
| 2 août   | Forrest Bird                  | Aviateur inventeur et médecin américain.                                                                  | 94    | (en)   |
| 2 août   | Cilla Black                   | Chanteuse, actrice, animatrice et présentatrice britannique.                                              | 72    | (en)   |
| 2 août   | Giovanni Conso (it)           | Homme politique et juriste italien.                                                                       | 93    | (it)   |
| 2 août   | Sammy Cox                     | Footballeur puis entraîneur écossais.                                                                     | 91    | (en)   |
| 2 août   | André Eve                     | Pépiniériste, rosiériste et obtenteur français.                                                           | 83    |        |
| 2 août   | Mahmoud Guinia                | Musicien marocain.                                                                                        | 64    | (en)   |
| 2 août   | Ljubinka Jovanović-Mihailović | Peintre serbe.                                                                                            | 92    |        |
| 2 août   | Natalia Molchanova            | Apnéiste russe.                                                                                           | 53    |        |
| 2 août   | Jacques Navadic               | Journaliste français.                                                                                     | 95    |        |
| 2 août   | Adolphe Nshimirimana          | Militaire et homme politique burundais.                                                                   | 50    |        |
| 2 août   | Jacqueline Richard (en)       | Pianiste et chef de chœur canadienne.                                                                     | 87    |        |
| 2 août   | Paiboon Upatising             | Homme d'affaires et homme politique thaïlandais.                                                          | 58    | (en)   |
| 2 août   | Hubert Voilquin               | Homme politique et enseignant français.                                                                   | 92    |        |
| 3 août   | Hiroyuki Agawa                | Écrivain japonais.                                                                                        | 94    | (en)   |
| 3 août   | Jean Aicardi                  | Médecin français.                                                                                         | 88    |        |
| 3 août   | Salvatore Cassisa (it)        | Prélat catholique italien.                                                                                | 93    | (it)   |
| 3 août   | Robert Conquest               | Historien britannique.                                                                                    | 98    | (en)   |
| 3 août   | Coleen Gray                   | Actrice américaine.                                                                                       | 92    | (en)   |
| 3 août   | Margot Loyola                 | Chanteuse et compositrice chilienne.                                                                      | 96    |        |
| 3 août   | Johanna Quandt                | Femme d'affaires allemande.                                                                               | 89    |        |
| 4 août   | Takashi Amano                 | Photographe et aquasculpteur japonais.                                                                    | 61    | (ja)   |
| 4 août   | Gilbert Dagron                | Historien français.                                                                                       | 83    |        |
| 4 août   | Achim Hill                    | Avironneur allemand.                                                                                      | 80    | (de)   |
| 4 août   | François Kosciusko-Morizet    | Homme politique français.                                                                                 | 74    |        |
| 4 août   | Les Munro (en)                | Militaire néo-zélandais, dernier survivant de l'opération Chastise.                                       | 96    | (en)   |
| 4 août   | Arnold Scaasi (en)            | Styliste canadien.                                                                                        | 85    |        |
| 4 août   | Billy Sherrill                | Producteur de musique américain.                                                                          | 78    | (en)   |
| 5 août   | Frank Gérald                  | Parolier et compositeur français.                                                                         | 87    |        |
| 5 août   | Kiripi Katembo                | Photographe congolais.                                                                                    | 36    |        |
| 5 août   | Raphy Leavitt                 | Compositeur portoricain.                                                                                  | 66    | (es)   |
| 5 août   | Antti Leppänen                | Hockeyeur sur glace finlandais.                                                                           | 67    | (fi)   |
| 5 août   | Akira Tanno                   | Photographe japonais.                                                                                     | 89    | (en)   |
| 5 août   | Ellen Vogel                   | Actrice néerlandaise.                                                                                     | 93    | (nl)   |
| 5 août   | Herbert Wise                  | Réalisateur et producteur autrichien.                                                                     | 90    | (en)   |
| 6 août   | Mircea Dobrescu               | Boxeur roumain, médaillé d'argent aux Jeux olympiques d'été de 1956.                                      | 84    | (ro)   |
| 6 août   | Ulla Lindkvist                | Athlète suédoise.                                                                                         | 75    | (sv)   |
| 6 août   | Orna Porat                    | Comédienne allemande naturalisée israélienne, récipiendaire d'un Prix Israël section théâtre (1979).      | 91    |        |
| 7 août   | Sólveig Anspach               | Cinéaste française d'origine islandaise.                                                                  | 54    |        |
| 7 août   | Manuel Contreras              | Militaire chilien, directeur national du renseignement (1973-1978).                                       | 86    |        |
| 7 août   | Terrence Evans                | Acteur américain.                                                                                         | 81    | (en)   |
| 7 août   | Marie-Thérèse Hermann         | Femme de lettres et historienne régionaliste française.                                                   | 89    |        |
| 7 août   | Lee Seng Wee                  | Homme d'affaires singapourien.                                                                            | 85    | (en)   |
| 7 août   | José Matos Mar                | Anthropologue péruvien.                                                                                   | 93    | (es)   |
| 7 août   | Frances Oldham Kelsey         | Pharmacologue et médecin canadienne, agente médicale à la Food and Drug Administration.                   | 101   |        |
| 7 août   | Louise Suggs                  | Golfeuse américaine.                                                                                      | 91    | (en)   |
| 8 août   | Gus Mortson                   | Joueur canadien puis entraîneur de hockey sur glace.                                                      | 90    | (en)   |
| 8 août   | Mauk Moruk                    | homme politique timorais.                                                                                 | 60    | (en)   |
| 8 août   | Sean Price                    | Rappeur américain.                                                                                        | 43    |        |
| 9 août   | Coyote                        | Dessinateur et auteur de bande dessinée français.                                                         | 52    |        |
| 9 août   | Frank Gifford                 | Joueur américain de football américain.                                                                   | 84    | (en)   |
| 9 août   | Jack Gold                     | Réalisateur britannique.                                                                                  | 85    | (en)   |
| 9 août   | John Henry Holland            | Scientifique américain.                                                                                   | 86    | (en)   |
| 9 août   | Walter Nahún López            | Footballeur hondurien.                                                                                    | 37    | (es)   |
| 9 août   | Michel Perrin                 | Ethnologue et anthropologue français.                                                                     | 73    |        |
| 9 août   | Tenzin Wangdak                | Homme politique tibétain en exil et oracle de Gadhong.                                                    | 78    | (en)   |
| 10 août  | Endre Czeizel                 | Médecin, généticien et biologiste hongrois.                                                               | 80    | (hu)   |
| 10 août  | Juanjo Enríquez               | Footballeur espagnol.                                                                                     | 64    | (es)   |
| 10 août  | Hubert Haenel                 | Homme politique français.                                                                                 | 73    |        |
| 10 août  | Eriek Verpale                 | Écrivain belge.                                                                                           | 63    |        |
| 11 août  | Georges Capdepuy              | Joueur de rugby français.                                                                                 | 69    |        |
| 11 août  | Serge Collot                  | Altiste français.                                                                                         | 91    |        |
| 11 août  | Nour El-Sherif                | Acteur égyptien.                                                                                          | 69    | (en)   |
| 11 août  | Harald Nielsen                | Footballeur danois.                                                                                       | 73    | (en)   |
| 12 août  | Jaakko Hintikka               | Philosophe finlandais.                                                                                    | 86    | (fi)   |
| 13 août  | Watban Ibrahim al-Tikriti     | Homme politique irakien.                                                                                  | 62-63 | (en)   |
| 13 août  | Robert Fillion                | Joueur canadien de hockey sur glace.                                                                      | 95    |        |
| 13 août  | Pierre Jansen                 | Compositeur français de musique de film.                                                                  | 85    |        |
| 14 août  | Agustín Cejas                 | Footballeur argentin.                                                                                     | 70    | (es)   |
| 14 août  | Bob Johnston                  | Producteur de musique américain.                                                                          | 83    |        |
| 14 août  | Rogelio Livieres Plano        | Prélat catholique paraguayen.                                                                             | 69    | (en)   |
| 15 août  | Emilio Bianchi (nl)           | Militaire italien, ultime survivant du raid de la rade d'Alexandrie.                                      | 102   | (it)   |
| 15 août  | Julian Bond                   | Militant des droits civiques et homme politique américain.                                                | 75    |        |
| 15 août  | Rafael Chirbes                | Écrivain espagnol.                                                                                        | 66    |        |
| 15 août  | Hamid Gul                     | Militaire pakistanais.                                                                                    | 78    |        |
| 15 août  | Manuel Mendívil               | Cavalier mexicain, médaillé de bronze aux Jeux olympiques d'été de 1980.                                  | 79    | (es)   |
| 15 août  | Ibtihal Salem                 | Femme de lettres égyptienne.                                                                              | 66    | (en)   |
| 16 août  | Jacob Bekenstein              | Physicien et théoricien israélo-mexicain, cofondateur de la thermodynamique des trous noirs.              | 68    | (en)   |
| 16 août  | Sylvia Hitchcock              | Mannequin et actrice américaine, miss USA (1967) et miss Univers (1967).                                  | 69    | (en)   |
| 16 août  | Shuja Khanzada                | Homme politique pakistanais.                                                                              | 71    |        |
| 16 août  | Mile Mrkšić                   | Militaire serbe yougoslave, condamné pour crime contre l'humanité.                                        | 68    | (en)   |
| 16 août  | David A. Prior                | Réalisateur de cinéma américain.                                                                          | 59    | (en)   |
| 16 août  | Goldie Steinberg              | Supercentenaire américano-moldave.                                                                        | 114   | (en)   |
| 17 août  | Yvonne Craig                  | Actrice et danseuse de ballet américaine.                                                                 | 78    | (en)   |
| 17 août  | Eduardo Guerrero              | Rameur argentin, champion aux Jeux olympiques d'été de 1952.                                              | 87    | (es)   |
| 17 août  | László Paskai                 | Cardinal hongrois.                                                                                        | 88    |        |
| 18 août  | Khaled Assad                  | Archéologue et universitaire syrien.                                                                      | 82    |        |
| 18 août  | Beata Brookes                 | Femme politique galloise.                                                                                 | 84    | (en)   |
| 18 août  | Vladimír Filo                 | Prélat catholique slovaque.                                                                               | 75    | (hu)   |
| 18 août  | Bud Yorkin                    | Producteur de cinéma et scénariste américain.                                                             | 89    | (en)   |
| 19 août  | Egon Bahr                     | Homme politique allemand.                                                                                 | 93    | (de)   |
| 19 août  | Fernand Grosjean              | Skieur suisse.                                                                                            | 91    |        |
| 19 août  | Paul Lokiru Kalanda (de)      | Prélat catholique ougandais.                                                                              | 88    | (en)   |
| 19 août  | Antonio Larreta               | Écrivain uruguayen.                                                                                       | 92    | (es)   |
| 19 août  | Doudou N'diaye Rose           | Musicien sénégalais.                                                                                      | 85    |        |
| 19 août  | Emmanuel Ratier               | Journaliste, politologue et éditeur français, spécialiste de prosopographie.                              | 57    |        |
| 19 août  | Suharno                       | Entraîneur indonésien de football.                                                                        | 55    | (id)   |
| 20 août  | Moza Sultan Al Kaabi          | Femme médecin émiratie.                                                                                   | 31    | (en)   |
| 20 août  | Michal Česnek                 | Hockeyeur sur glace slovaque.                                                                             | 36    | (sk)   |
| 20 août  | Michel Corvin                 | Universitaire et essayiste français, spécialiste du théâtre du XXe siècle.                                | 84    |        |
| 20 août  | Lina Morgan                   | Actrice espagnole.                                                                                        | 78    |        |
| 20 août  | Jocelyne Ouellette            | Femme politique québécoise.                                                                               | 71    |        |
| 20 août  | Melody Patterson              | Actrice américaine.                                                                                       | 66    | (en)   |
| 20 août  | Laurent Rossi                 | Chanteur français.                                                                                        | 67    |        |
| 21 août  | Anna Kashfi                   | Actrice britannique.                                                                                      | 80    |        |
| 21 août  | Yves La Prairie               | Écrivain et officier de marine français, fondateur du centre national pour l'exploitation des océans.     | 92    |        |
| 21 août  | Martine de Rougemont          | Universitaire franco-suisse, spécialiste du théâtre du XVIIIe siècle.                                     | 75    |        |
| 21 août  | Wang Dongxing                 | Militaire chinois, garde du corps de Mao Zedong.                                                          | 99    | (zh)   |
| 22 août  | Ángel Atienza                 | Footballeur et artiste espagnol.                                                                          | 84    | (en)   |
| 22 août  | Jimmy Evert                   | Joueur de tennis américain.                                                                               | 92    | (en)   |
| 22 août  | Mariem Hassan                 | Chanteuse marocaine.                                                                                      | 57    | (en)   |
| 22 août  | Arthur Morris                 | Joueur de cricket australien.                                                                             | 93    | (en)   |
| 22 août  | Ieng Thirith                  | Dirigeante politique cambodgienne.                                                                        | 83    |        |
| 22 août  | Eric Thompson                 | Pilote automobile britannique.                                                                            | 95    |        |
| 22 août  | Lou Tsioropoulos              | Basketteur américain.                                                                                     | 84    | (en)   |
| 22 août  | Tatu Vanhanen                 | Docteur en philosophie finlandais, professeur émérite de science politique.                               | 86    | (fi)   |
| 23 août  | Augusta Chiwy                 | Infirmière et résistante belge.                                                                           | 94    |        |
| 23 août  | Guy Ligier                    | Pilote automobile français.                                                                               | 85    |        |
| 23 août  | Enrique Reneau                | Footballeur hondurien.                                                                                    | 44    | (es)   |
| 23 août  | Paul Royle (en)               | Pilote australien de la Royal Air Force.                                                                  | 101   |        |
| 24 août  | Joëlle Bourgois               | Diplomate française.                                                                                      | 69-70 |        |
| 24 août  | Ronald Maki                   | Hockeyeur sur glace canadien.                                                                             | 76    |        |
| 24 août  | Bevo Nordmann                 | Basketteur puis entraîneur américain.                                                                     | 75    | (en)   |
| 24 août  | Justin Wilson                 | Pilote automobile britannique.                                                                            | 37    |        |
| 25 août  | Claude Cabanes                | Journaliste et écrivain français.                                                                         | 79    |        |
| 25 août  | Thomas Donato (en)            | Prélat catholique italo-américain.                                                                        | 74    | (en)   |
| 25 août  | Mascarenhas                   | Footballeur portugais.                                                                                    | 79    | (pt)   |
| 25 août  | Francis Sejersted             | Historien norvégien, président du comité Nobel norvégien (1991-1999).                                     | 79    |        |
| 26 août  | Georges Abi-Saber (de)        | Prélat catholique canadien de l'Église maronite, membre de l'Ordre libanais maronite.                     | 92    | (en)   |
| 26 août  | Amelia Boynton Robinson       | Militante noire américaine, cheffe de file du mouvement des droits civiques.                              | 104   | (en)   |
| 26 août  | Raymond Chirat                | Historien français du cinéma.                                                                             | 93    |        |
| 26 août  | Peter Kern                    | Acteur, scénariste, réalisateur et producteur autrichien.                                                 | 66    |        |
| 26 août  | Maroun Khoury Sader (en)      | Prélat catholique libanais de l'Église maronite.                                                          | 88    | (en)   |
| 26 août  | Carmelo Domênico Recchia (en) | Prélat et moine cistercien italien, abbé de l'abbaye territoriale de Claraval (it).                       | 93    | (pt)   |
| 26 août  | Francisco San Diego (en)      | Prélat catholique philippin.                                                                              | 79    | (en)   |
| 27 août  | Pascal Chaumeil               | Réalisateur français.                                                                                     | 54    |        |
| 27 août  | Darryl Dawkins                | Basketteur puis entraîneur américain.                                                                     | 58    |        |
| 27 août  | Joan Garriga                  | Pilote de moto espagnol.                                                                                  | 52    |        |
| 27 août  | André Plisson                 | Peintre et lithographe français.                                                                          | 86    |        |
| 27 août  | Willy Stähle                  | Skieuse nautique néerlandaise.                                                                            | 61    |        |
| 27 août  | Józef Wesołowski              | Prélat catholique polonais.                                                                               | 67    |        |
| 28 août  | Jan Anderson                  | Scientifique néo-zélandaise.                                                                              | 83    | (en)   |
| 28 août  | Al Arbour                     | Joueur puis entraîneur canado-américain de hockey sur glace.                                              | 82    |        |
| 28 août  | Joan Lind                     | Rameuse américaine, médaillée d'argent aux Jeux olympiques d'été de 1976 et de 1984.                      | 62    | (en)   |
| 28 août  | Rosette Peschaud              | Infirmière militaire française. Grand-croix de l’Ordre national du Mérite.                                | 94    |        |
| 29 août  | Carlos María Ariz (de)        | Prélat catholique espagnol, Fils du Cœur Immaculé de Marie.                                               | 86    | (es)   |
| 29 août  | Graham Leggat                 | Footballeur écossais puis entraîneur.                                                                     | 81    | (en)   |
| 29 août  | Jean Louvet                   | Dramaturge belge.                                                                                         | 80    |        |
| 30 août  | Olga Bianchi                  | Pacifiste et féministe chilienne                                                                          | 90    |        |
| 30 août  | Wes Craven                    | Réalisateur et scénariste américain.                                                                      | 76    |        |
| 30 août  | Guy Godin                     | Acteur québécois.                                                                                         | 83    |        |
| 30 août  | Pierfranco Pastore (de)       | Prélat catholique italien, secrétaire du Conseil pontifical pour les communications sociales (1984-2003). | 88    | (it)   |
| 30 août  | George Hamilton Pearce (en)   | Prélat catholique américain, Père mariste.                                                                | 94    | (en)   |
| 30 août  | Oliver Sacks                  | Neurologue et écrivain britanno-américain.                                                                | 82    |        |
| 30 août  | Héctor Silva                  | Footballeur uruguayen.                                                                                    | 75    | (pt)   |
| 30 août  | Natalia Strelchenko           | Pianiste norvégienne d'origine russe.                                                                     | 38    |        |
| 31 août  | Bernard Aubertin              | Plasticien français.                                                                                      | 81    |        |
| 31 août  | Joy Beverley                  | Chanteuse britannique (du groupe The Beverley Sisters).                                                   | 91    | (en)   |